# Kramerija
Kramerija (ratanija, ratanhija, lat. Krameria), malena biljna porodica (Krameriaceae) i rod (Krameria) s 17 ili po drugim novijim podacima 18. priznatih vrsta iz reda Zygophyllales. Porodica obuhvaća jedino rod Krameria L. ex Loefl., po kojem je dobla ime.
Kramerije su poluparazitsko bilje (hemiparaziti) s juga SAD-a, Srednje Amerike, sjevernog priobalja Južne Amerike, Brazila i Perua. Korijen sadrži crveni pigment flobafen. To su niži grmovi s velikim crvenim cvjetovima koji rastu na suhim, pjeskovitim mjestima na planinskim padinama, od 3000 do 8000 stopa nadmorske razine u nekoliko provincija Perua, posebno u blizini grada Huánuco. 

## Opis
Krameriaceae se sastoji od 1 roda (Krameria) i 17 vrsta jednogodišnjih hemiparazita ili malih grmova do biljaka ograničenih na Novi svijet od jugozapada Sjedinjenih Država do Čilea. Listovi su naizmjenični i gotovo uvijek jednostavni. Cvjetovi su kitnjasti, nepravilni i nalik grašku. Cvjetovi su okrenuti naopako. Pčele iz roda Centris skupljaju masne kiseline iz lipidnih žlijezda u cvjetovima ove porodice i nesrodne porodice Malpighiaceae (red Malpighiales). Plod je poput oraha i bodljikav, sadrži jednu sjemenku. Tanin iz korijena nekoliko vrsta lokalno se koristi za tamnjenje. Ljekoviti ekstrakti iz korijena Krameria triandra koriste se kao konzervansi za zube u Boliviji i Peruu.

## Vrste
1. Krameria argentea Mart. ex Spreng.
2. Krameria bahiana B.B.Simpson
3. Krameria bicolor S. Watson
4. Krameria cistoidea Hook. & Arn.
5. Krameria cytisoides Cav.
6. Krameria erecta Willd. ex J.A. Schultes
7. Krameria grandiflora A. St.-Hil.
8. Krameria ixine L.
9. Krameria lanceolata Torr.
10. Krameria lappacea (Dombey) Burdet & B.B. Simpson
11. Krameria pauciflora DC.
12. Krameria paucifolia (Rose) Rose
13. Krameria ramosissima (Gray) S. Wats.
14. Krameria revoluta O. Berg
15. Krameria secundiflora DC.
16. Krameria spartioides Klotzsch ex O.Berg
17. Krameria tomentosa A. St.-Hil.

## Sinonimi
- Dimenops Raf.
- Ixina Raf.
- Stemeiena Raf.

## Galerija
- Krameria tomentosa
- Krameria lappacea
- Krameria grayi blizu jezera Mead, južna Nevada
- Krameria cistoidea

## Vanjske poveznice
- Botanical.com Rhatany